# Gary Walker

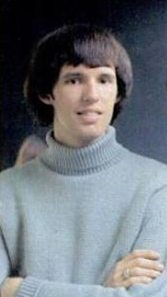
Gary Walker (1965)

Gary Walker, egentligen Gary Leeds, född 3 september 1944 i Glendale, Kalifornien, amerikansk sångare och trumslagare, som varit medlem av The Walker Brothers, och Gary Walker and Rain. Han spelade under mitten av 1960-talet in ett antal solosinglar som bara blev måttliga hits i hemlandet, men i Sverige hade han en stor hit hösten 1966 med singeln "You Don't Love Me".